# Горетти, Мария
Мария Горетти (16 октября 1890[…], Коринальдо, Марке — 6 июля 1902[…], Неттуно, Лацио) — святая Римско-католической церкви, мученица, покровительница девственниц, молодёжи и жертв изнасилования. Святая Мария Горетти почитается среди католиков как символ телесной чистоты и девственности.

## Биография
Мария Горетти родилась в многодетной семье. Отец Марии Луиджи Горетти умер, когда Марии было девять лет. Осиротевшая семья была вынуждена переселиться в поисках работы в селение Феррере ди Конка, где они сняли дом, который поделили вместе с семьей Серенелли.
5 июля 1902 года в комнату, где жила семья Горетти, вошел их сосед Алессандро Серенелли. Увидев, что в комнате была только одна Мария, он стал её склонять к интимной близости. Получив от Марии решительный отказ, он стал наносить ей ножевые ранения.
Обнаруженная позднее своей матерью, истекающая кровью Мария Горетти с 14 ножевыми ранениями была доставлена в больницу, где умерла на следующий день 6 июля 1902 году. До своей смерти Мария успела простить своего убийцу, выразив желание увидеть его на небесах.
Алессандро Серенелли был вскоре арестован и приговорен к 30 годам тюремного заключения. В тюрьме он раскаялся в своём преступлении. После отбытия заключения он посетил мать Марии и попросил у неё прощения. Позднее он стал монахом во францисканском ордене капуцинов, работая садовником в монастыре, где и скончался в 1970 году.

## Канонизация
27 апреля 1947 года папа Пий XII провозгласил начало канонического процесса беатификации Марии Горетти, объявив её примером телесной чистоты, целомудрия и девственности.
24 июня 1950 года папа Пий XII канонизировал Марию Горетти как святую мученицу. Во время этого торжественного акта беатификации в Соборе св. Петра в Риме присутствовала мать, братья и сёстры Марии Горетти, а также её раскаявшийся убийца Алессандро Серенелли.

## В искусстве
В произведениях искусства святая Мария Горетти изображается девочкой с волнистыми волосами, в крестьянской или белой одежде, с букетом лилий, которые символизируют телесную чистоту и целомудрие.

## В кинематографе
- По мотивам биографии святой Марии Горетти в 2003 году был снят художественный фильм «Мария Горетти».
- Также существует фильм о Марии Горетти «Небо над болотом», выпущенный в 1949 году.